# Gottfried Asimont
Johann Gottfried Asimont (* 3. Juli 1824 Fünfbronn, heute zu Spalt; † 4. November oder 8./9. Dezember 1897 in München) war ein deutscher Eisenbahntechniker.

## Leben
Sein Vater, Johann Friedrich Asimont wirkte als Pfarrer u. a. in Hotzhausen.
Gottfried besuchte das Polytechnikum in Nürnberg, die Ingenieurschule in München, sowie die Bauschule an der Akademie der Künste daselbst.
1846 trat er in den Staatsdienst ein und war bis 1853 manchenorts königlich bayerischer Baupraktikant. Danach war er bis 1858 funktionierender Baubeamter bei der Kgl. Kreisregierung in München. 1858–1863 diente er als Oberingenieur bei der K. K. Südbahn in Pettau und Oedinburg und danach drei Jahre als bauleitender Oberingenieur des Bahnunternehmens Hof-Eger. Infolge von Kriegsereignissen pausierte er 1866–1868, studierte währenddessen und war danach Oberingenieur der ungarischen Alföldsbahn in Unter-Ungarn.
1873 wurde er zum ordentlichen Professor der Ingenieurwissenschaften an die Technische Hochschule in München berufen. Bekannt wurde er mit seiner Preisfrage: „What stresses ensue in the members of a trussed girder due to a change in angle at the trussed framework connections caused by the load?“. Die Lösung dieser Preisaufgabe publizierte Heinrich Manderla (1853–1889) im Jahresbericht der TH München 1878/1879. Im November 1884 wurde Asimont in die Gelehrtengesellschaft Leopoldina aufgenommen.
Seine Tochter Marie (1877–1970) heiratete 1902 Friedrich Wilhelm Karl Wunder. Seine Tochter Isabella (1869–1937) heiratete Johann Wolfgang Gotthard Wunder.

## Veröffentlichungen
- Die Berechnung des Tragebalkens mit concentrirter Verkehrslast; In: Zeitschrift d. bayr. Architect.- und Ingen.- Vereins; 1876